# Therese Steinhardt
Therese Steinhardt Rosenblatt (geboren 2. Oktober 1896 in New York City; gestorben 2. April 1948) war eine US-amerikanische Malerin. 

## Leben
Therese Steinhardt war das dritte Kind von Adolph Steinhardt und Addie Untermyer, der Politiker Samuel Untermyer war ein Onkel, ein Bruder war der Diplomat Laurence Steinhardt. Sie heiratete 1920 den Industriellen William Rosenblatt, sie hatten drei Söhne, Robert, Richard und Peter Rosenblatt.
Therese Steinhardt malte und hatte 1945 ihre erste öffentliche Ausstellung in New York. Ihr Bild Lest We Forget wurde 1948 vom  Metropolitan Museum of Art angekauft. 